# Bussy-Saint-Martin
Bussy-Saint-Martin – miejscowość i gmina we Francji, w regionie Île-de-France, w departamencie Sekwana i Marna.
Według danych na rok 1990 gminę zamieszkiwało 475 osób, a gęstość zaludnienia wynosiła 180 osób/km² (wśród 1287 gmin regionu Île-de-France Bussy-Saint-Martin plasuje się na 823. miejscu pod względem liczby ludności, natomiast pod względem powierzchni na miejscu 836.).